# Marching Puffy
Marching Puffy, es uno de los álbumes tributo del dúo J-Pop PUFFY. Este álbum salió a la luz el 5 de noviembre 05 del 2003. Entre los cantantes que participan en el álbum están SUPERSNAZZ, Shimoneta (シーモネーター shimonētā?) aka SEAMO, BUMBASTICKS, noodles, TSUTCHIE, What's Love?, Atsuki Kimura  (木村充揮 Kimura Atsuki?), MIX MARKET, WRECKingCReW, IL×VE YOU y STAB 4 REASON e THE STYLES. Este es un álbum en honor al grupo, que estuvo mucho tiempo en la historia del J-Pop.

## Lista de temas
1. SUPERSNAZZ/Wild Girls on Circuit  (サーキットの娘 Sākitto no Musume?)
2. Shimonētā featuring BUMBASTICKS/Sign of Love (愛のしるし Ai no Shirushi?)
3. noodles/Into the Beach (海へと Umi e to?)
4. TSUTCHIE（from SHAKKAZOMBIE) featuring MARIMARI/True Asia (アジアの純真 Ajia no Junshin?)
5. What's Love?/Mother (マザー Mazā?) (Mother/Nehorina hahorina)
6. Atsuki Kimura (ex 憂歌団)/Sun (太陽 Taiyō?)
7. MIX MARKET/Brand New Days (あたらしい日々 Atarashī Hibi?)
8. WRECKingCReW/Red Swing (赤いブランコ Akai Buranko?)
9. IL×VE YOU (TAKAGI FUTOSHI (高木フトシ?) from HATE HONEY)/Invisible Tomorrow
10. STAB 4 REASON AND THE STYLES/Electric Beach Fever (渚にまつわるエトセトラ Nagisa ni Matsuwaru Et Cetera?)

- Datos: Q5801020